# Фервацо (Бјела)
Фервацо је насеље у Италији у округу Бијела, региону Пијемонт.
Према процени из 2011. у насељу је живело 114 становника. Насеље се налази на надморској висини од 588 м.